# Deichtine
Nella mitologia irlandese Deichtine o Deichtire è la sorella (o la figlia) di Conchobar mac Nessa e la madre di Cú Chulainn. Suo marito è Súaltam, ma il vero padre dell'eroe Cú Chulainn è il dio Lúg.
Nella versione della storia riportata dal Leabhar na hUidhre, Deichtine è l'auriga di re Conchobar nonché sua figlia. Quando un magico stormo di uccelli cala su Emain Macha, sede della corte dell'Ulster, e divora tutta l'erba, gli uomini del paese decidono di dargli la caccia inseguendoli a bordo dei loro carri. Ma l'inseguimento si protrae fino a notte fonda e quando inizia a nevicare essi cercano un riparo. Trovano allora una casa, dove ricevono ospitalità da un giovane uomo. La moglie dell'ospite è in gravidanza, e così lui stesso serve da mangiare e da bere per tutti. Proprio durante questa visita inaspettata la donna dà alla luce un maschietto, contemporaneamente al parto della sua cavalla, che genera due puledri. Gli uomini dell'Ulster vanno a dormire, ma al risveglio si ritrovano magicamente al Brú na Bóinne (presso Newgrange). Tutto è sparito, eccetto che il neonato e i due puledri. Deichtine prende il piccolo come figlio adottivo e tutti insieme tornano a Emain. Tuttavia poco dopo il neonato si ammala e muore. Deichtine beve qualcosa e una piccola creatura scivola dalla coppa nella sua bocca. Quando va a dormire sogna Lúg che le rivela di essere il giovane ospite di quella sera e che ora nel suo grembo è deposto il figlio del dio. Dopo qualche tempo, diviene evidente a tutti che Deichtine aspetta un figlio, ciò che preoccupa molto gli uomini dell'Ulster, fra cui si sussurra che a mettere incinta Deichtine sia stato Conchobar, ubriaco, che era solito dormire vicino a lei. Conchobar ignora le maldicenze e combina il matrimonio tra Deichtine e Súaltam mac Roich, che gli doveva un favore. Deichtine, la notte del matrimonio, vergognandosi di portare in sé il figlio di un altro, "schiacciò il bambino dentro di sé finché non ritornò come vergine. Poi giacque con suo marito, ne fu messa incinta, e diede alla luce un figlio". 
In un'altra versione Deichtine scompare da Emain Macha. Come nell'altra uno stormo di uccelli invade la corte e guida i suoi uomini dal dio Lúg, ma questa volta la donna in travaglio è la stessa rediviva Deichtine. Di nuovo al mattino tutto scompare e la compagnia si ritrova al Brú na Bóinne, eccetto che Deichtine e suo figlio. Anche qui segue il ritorno a Emain ed il matrimonio riparatore con Súaltam.